# Resa (chimica)
Con il termine resa, in chimica vengono indicate diverse figure di merito che fanno riferimento alla quantità di prodotto che si è riusciti ad ottenere da una reazione chimica.

## Resa effettiva

Rappresentazione della relazione tra conversione (X), selettività (S) e resa (Y) nel caso in cui dal reagente A si ottengano i prodotti B e C più una certa quantità di reagente non reagito.

Si definisce resa Assoluta (o resa Effettiva) {\displaystyle {n_{P}}} il rapporto tra la quantità di prodotto ottenuto dallo svolgimento di una reazione chimica e la quantità di reagente inizialmente contenuto nell'ambiente di reazione.

## Resa teorica
La resa teorica è la quantità di prodotto teoricamente ottenibile se tutto il reagente limitante L si trasformasse durante la reazione chimica. La resa teorica è pari a:
{\displaystyle \nu _{P}{\frac {n_{L}}{\nu _{L}}}}
dove:
- νP e νL sono i coefficienti stechiometrici relativi al prodotto (P) e al reagente limitante (L), ottenibili dall'equazione della reazione;
- nL è la quantità di reagente limitante.

Trattandosi nL di un valore di massa, la resa teorica può essere espressa in grammi.

## Resa relativa
La resa relativa è la frazione della resa effettiva rispetto a quella teorica:
{\displaystyle \eta ={\frac {\nu _{L}n_{P}}{\nu _{P}n_{L}}}}
Essendo il rapporto di due quantità omogenee (cioè aventi la stessa unità di misura), la resa relativa è una quantità adimensionale.
L'introduzione del concetto di resa relativa è dovuto al fatto che spesso nello svolgimento di una reazione chimica solo una parte dei reagenti viene convertita nei prodotti, mentre un'altra parte si ritrova non reagita, per cui dopo lo svolgimento della reazione chimica nell'ambiente di reazione si trovano sia i prodotti della reazione sia i reagenti. In particolare all'aumentare della resa relativa diminuisce la quantità di reagenti non convertiti, cioè aumenta la purezza dei prodotti.
In genere quando si parla di resa si fa riferimento propriamente alla nozione di "resa relativa": praticamente questa è sempre inferiore a 1 (al 100%), poiché lo sviluppo di reazioni chimiche indesiderate (concorrenti o consecutive), che consumano i prodotti o i reagenti della reazione principale, oppure a causa di perdite di prodotto per altre ragioni legate alla tipologia costruttiva dell'impianto (per esempio trasporto del soluto da parte di una corrente di spurgo).
L'aumento della resa chimica può essere raggiunto tramite l'utilizzo di catalizzatori (i quali modificano le velocità di reazione in gioco, favorendo il procedere della reazione chimica principale), operando in una situazione di eccesso di reagenti, modificando la temperatura o la pressione del sistema. Un altro metodo per aumentare la resa consiste nel ricorrere a sintesi one-pot.
La resa risulta allora il prodotto tra conversione e selettività:
{\displaystyle \eta =\chi \sigma }

## Resa percentuale
La resa percentuale è pari alla resa relativa moltiplicata per 100 (cioè è la resa relativa espressa in percentuale):
{\displaystyle \eta \%=\eta \cdot 100}
quindi ad esempio una resa relativa unitaria corrisponde ad una resa percentuale del 100%.
La resa percentuale è una quantità adimensionale.

## Resa materiale
La resa materiale (in inglese material yield) è pari al rapporto tra moli di reagente trasformate nel prodotto desiderato e moli totali di reagente consumato (sia dalla reazione principale che da altre reazioni indesiderate).
La resa materiale è una quantità adimensionale.
A partire dalla resa materiale è possibile stimare il consumo annuo di materie prime da parte di un impianto chimico per fissato output di prodotto.

## Resa spazio-temporale
La resa spazio-temporale (in inglese space-time yield) si esprime come il rapporto tra la massa di prodotto rispetto al volume reattore e al tempo impiegato per ottenerlo, ovvero:
Resa spazio-temporale = massa prodotto / (volume reattore × tempo impiegato)
La resa spazio-temporale può essere espressa in kg/m3·s.